# Tiaojishan-formatie
De Tiaojishan-formatie is een geologische formatie in de Volksrepubliek China die afzettingen uit het Jura omvat. 

## Locatie en ouderdom
De Tiaojishan-formatie ligt in de provincies Hebei en Liaoning. De afzettingen dateren uit het Oxfordien, circa 160 miljoen jaar geleden.

## Fauna
De Tiaojishan-formatie is vooral bekend van de fossiele vondsten van zoogdieren, vogels, dinosauriërs en pterosauriërs. De bekende zoogdierfauna bestaat uit de docodonten Agilodocodon, Docofossor en Microdocodon, de multituberculaat Rugosodon, de euharamiyiden Arboroharamiya, Maiopatagium, Shenshou, Vilevolodon en Xianshou, en de eutheriër Juramaia. Voorbeelden van archosauriërs uit de Tiaojishan-formatie zijn de vogel Xiaotingia, de heterodontosauriër Tianyulong en de pterosauriërs Darwinopterus en Liaodactylus. Daarnaast zijn ook resten van amfibieën, hagedissen en geleedpotigen gevonden in de Tiaojishan-formatie.

## Daohugou Beds
De Daohugou Beds in Binnen-Mongolië met 165 miljoen jaar oude afzettingen worden wel beschouwd als onderdeel van de Tiaojishan-formatie. Fossielen van onder meer de zoogdieren Castorocauda, Volaticotherium, Megaconus, Mirusodens en Pseudotribos zijn in deze afzettingen gevonden. 